# Distretto di Krathum Baen
Il distretto di Krathum Baen (in thailandese: กระทุ่มแบน) è un distretto (amphoe) della Thailandia, situato nella provincia di Samut Sakhon. La municipalità più popolosa del distretto è Om Noi, che con i suoi 53 822 abitanti (2020) è l'unica della provincia insieme a Samut Sakhon ad avere lo status di città maggiore (thesaban nakhon).